# Classics One WHITE Christmas time
「Classics One WHITE Christmas time」（クラシックス・ワン・ホワイト・クリスマス・タイム）は、DEENのコンセプチュアル・マキシシングル。

## 概要
- 毎回テーマに沿ってDEENのアナザーサイドを見せていくシングルの第1弾。
- DEEN初の12cm（マキシ）シングル。
- 宇津本在籍最後のシングル作品でもある。以後正式メンバーとしてのドラマーは加入せず、サポートメンバーを招く形となった。
- 通常ジャケットとプラスチック・ジャケットの2種類がある[1]。
- メッセージ入りのトレーディング・カード（複数のパターンが存在する）が封入されている[2]。
- 「Christmas time」は1999年12月11日に横浜アリーナで行われたライブ公演で初披露された。

## 収録曲
1. CHRISTMAS TIME 〜morning light〜
作曲：山根公路 編曲：池田大介
2. Christmas time
作詞：池森秀一 作曲：山根公路 編曲：池田大介/DEEN
3. The Room
作詞：池森秀一 作曲：宇津本直紀 編曲：DEEN
4. CHRISTMAS TIME 〜twilight breeze〜
作曲：山根公路 編曲：池田大介
5. このまま君だけを奪い去りたい 〜Acoustic Version〜
作詞：上杉昇 作曲：織田哲郎 編曲：DEEN
6. 永遠をあずけてくれ 〜Millennium a capella Version〜
作詞：川島だりあ 作曲：栗林誠一郎 編曲：時乗浩一郎/DEEN
7. CHRISTMAS TIME 〜evening snow〜
作曲：山根公路 編曲：池田大介

## 収録アルバム
- 『pray』(#2 a capella) (初回限定盤のみ)
- 『DEEN The Best Classics』(#2,3,5,6)
- 『Another Side Memories〜Precious Best〜』(#3)
- 『DEEN The Best FOREVER 〜Complete Singles +〜』(#2)

## タイアップ
- TBS系『ワンダフル』1999年12月度主題歌

## 参加ミュージシャン
- DEEN
  - 池森秀一：Vocals,Chorus
  - 山根公路：Keyboards,Chorus
  - 宇津本直紀：Drums,Chorus
  - 田川伸治：Guitar,Chorus
- サポート
  - 小野塚晃(from DIMENSION)：Keyboards 他...